# Joenakstadion

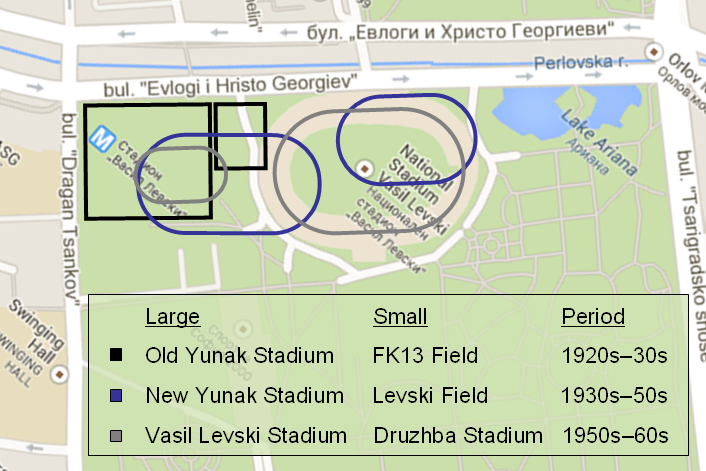
Overzicht van locaties van het stadion.

Het Joenakstadion (Bulgaars: Стадион Юнак) is een voormalig multifunctioneel stadion in Sofia, de hoofdstad van Bulgarije. De naam van het stadion komt van de Bulgaarse Gymnastiekvereniging "JOENAK" (Bulgaars: Юнак).

## Historie
Het eerste sportveld werd gebouwd in 1904. Gymnastiekvereniging JOENAK ging van dat sportveld gebruik maken. Vanaf 1922 vond er een grootschalige renovatie/uitbreiding plaats. Het vernieuwde stadion werd geopend op 14 juni 1924. Tijdens de Tweede Wereldoorlog werden in 1944 het veld en de tribunes door bombardementen verwoest.
Het Bulgaars voetbalelftal speelde tussen 1925 en 1947 in totaal 27 officiële wedstrijden in dit stadion. De meeste hiervan werden gespeeld op het vriendschappelijke toernooi, de Balkan Cup. Ook zaten er vriendschappelijke wedstrijden en kwalificatiewedstrijden voor het wereldkampioenschap voetbal bij.
Begin jaren 1950 werd het stadion gesloten en afgebroken om plaats te maken voor een nieuw stadion: Vasil Levski Nationaal Stadion.